# Gustav Godeffroy

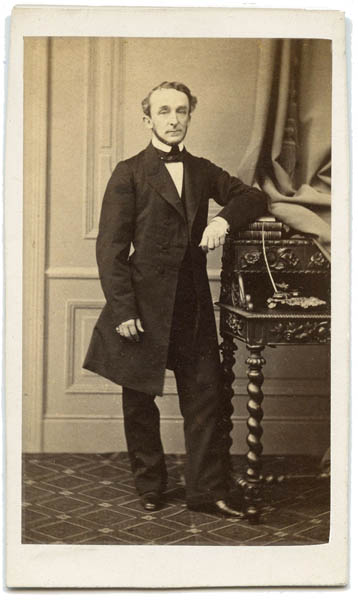
Gustav Godeffroy, CdV, Charles Junod, Hamburg um 1864

Gustav Godeffroy (* 8. Januar 1817 in Hamburg; † 7. August 1893 in Dockenhuden) war ein deutscher Kaufmann und Hamburger Senator.

## Leben
Gustav Godeffroy wuchs als viertes von fünf Kindern von Johan Cesar Godeffroy (1781–1845) und Sophie, geb. Meyer (1786–1842) auf. Im Winter wohnten sie über dem Kontor im Alten Wandrahm 25 und im Sommer im Landhaus J. C. Godeffroy im Hirschpark. Einen Teil seiner Schulzeit verbrachte er zusammen mit seinen Brüdern am Katharineum zu Lübeck.
Bei Parish & Co. ging er in die kaufmännische Lehre. Von 1839 bis 1842 war er für die väterliche Firma Joh. Ces. Godeffroy & Sohn in Rio de Janeiro und Valparaíso tätig und war von 1842 bis 1872 deren Teilhaber.
Am 1. April 1842 wurde Gustav Godeffroy Hamburger Bürger.
Ab September 1848 war Godeffroy als Nachfolger für den zurückgetretenen Edgar Daniel Roß neben Johann Gustav Heckscher und Ernst Merck einer von drei Vertretern für die Stadt Hamburg in der Nationalversammlung in der Frankfurter Paulskirche.
Vom 6. November 1854 bis zum 11. September 1872 gehörte er dem Hamburger Senat an. Von 1862 bis 1872 war er Präses der „Deputation für directe Steuern“. An seiner Stelle als Senator wurde Adolph Ferdinand Hertz erwählt.
Von ihrer Gründung im Jahr 1856 bis zu seinem Tod war er Vorsitzender des Aufsichtsrats der Norddeutschen Bank, an der neben sieben anderen Hamburger Firmen auch Joh. Ces. Godeffroy & Sohn beteiligt war. Ebenfalls saß er im Aufsichtsrat der Gelsenkirchener Bergwerks Gesellschaft und der Hamburg-Berliner Bank.
Im Juli 1865 fand in Frankfurt eine „erste Versammlung deutscher Geographen und Freunde der Erdkunde“ unter der Leitung von Otto Volger statt. Hier stellte der Geograf August Petermann eine Deutsche Nordpolar-Expedition vor. Dazu wurde ein Ausführungs-Comité gebildet, das u. a. mit Godeffroy, Hochstetter, Hertz, Schaub und Neumayer besetzt war.
Auf der Gründungsversammlung des Germanischen Lloyds im März 1867 wurde Gustav Godeffroy in das Direktorium gewählt.
Nach seinem Ausscheiden als Teilhaber von Joh. Ces. Godeffroy & Sohn gründete er Ende des Jahres 1872 die Firma „Gustav Godeffroy“. Im selben Jahr wurde er Gesellschafter der neugegründeten Hanseatische Baugesellschaft, die u. a. im heutigen Stadtteil St. Georg den Hansa-Brunnen errichtete, den Hansaplatz anlegte und das umgebene Areal mit Mietshäusern erschloss.
Nachdem er 1878 einen russischen Orden angenommen hatte, verlor er den Senatoren-Titel und die mit dieser Position weiterhin verbundenen Ehrenrechte. Es war Hamburger Senatoren – auch ehemaligen – untersagt, Orden oder Titel von regierenden Häusern anzunehmen (→Hanseaten und Auszeichnungen).
Von 1877 bis 1881 vertrat Gustav Godeffroy als Konsul die Interessen der französischen Besitzung Tahiti.
Er war 1851 Mitbegründer des Hamburger Renn-Clubs. Auf der jährlich stattfindenden Generalversammlung am 30. Januar 1868 wurde er als Nachfolger seines Bruders Adolph, der aus gesundheitlichen Gründen ausgeschieden war, zu dessen Präsidenten gewählt. Er hatte das Amt von 1868 bis 1893 inne. Im Dezember 1867 wurde er zu einem der Stellvertreter des Präsidenten des Union-Klubs gewählt, der in Berlin beheimatet war. An seiner Stelle als Präsident des Hamburger Renn-Clubs folgte Max Schinckel.
Von 1851 bis 1853 war Gustav Godeffroy Diakon der französisch-reformierten Gemeinde in Hamburg.
Er war in erster Ehe mit Sophie Hanbury (1826–1860) verheiratet. Aus dieser Ehe stammen drei Kinder. Nach dem Tod seiner Ehefrau ging er im Juli 1865 eine zweite Ehe mit Frau Julie Dreyer, verw. Jadimirowsky (1838–1912) ein. Aus dieser Ehe stammen zwei Kinder. Mit seiner Familie bewohnte er in den Sommermonaten den von ihm erbauten Landsitz Beausite im Hirschpark an der Elbchaussee in Hamburg-Blankenese.

## Werke
- Volkswirtschaftliche Aphorismen. In: Vaterländischen Blättern. In: Hamburger Nachrichten. 2. Aufl., o. V., o. J. (1877), Digitalisat
- Extremer Freihandel. In: Vaterländischen Blättern. In: Hamburger Nachrichten. 14. November 1877, Abend-Ausgabe, Beilage, S. [15], (Digitalisat)
- Extremer Freihandel. In: Vaterländischen Blättern. In: Hamburger Nachrichten. 23. November 1877, Abend-Ausgabe, Beilage, S. [7] – [8], (Digitalisat)
- Nationale Zölle contra abstracten Freihandel. I. In: Vaterländischen Blättern. In: Hamburger Nachrichten. 8. Januar 1878, Abend-Ausgabe, S. [14], (Digitalisat)
- Nationale Zölle contra abstracten Freihandel. II. In: Vaterländischen Blättern. In: Hamburger Nachrichten. 9. Januar 1878, Abend-Ausgabe, S. [12], (Digitalisat)
- Freihandel contra Schutzzoll. I. In: Vaterländischen Blättern. In: Hamburger Nachrichten. 8. Februar 1878, Morgen-Ausgabe, Beilage, S. [8], (Digitalisat)
- Freihandel contra Schutzzoll. II. In: Vaterländischen Blättern. In: Hamburger Nachrichten. 9. Februar 1878, Morgen-Ausgabe, S. [3], (Digitalisat)
- Freihandel contra Schutzzoll. In: Vaterländischen Blättern. In: Hamburger Nachrichten. 19. Februar 1878, Morgen-Ausgabe, S. [3], (Digitalisat)